# Alfons De Wette
Alphonsus Henricus Theodorus (Alfons) De Wette (Gent, 5 oktober 1902 - onbekend) was een Belgische roeier.

## Loopbaan
De Wette begon in 1921 met roeien en sloot zich aan bij Sport Nautique de Gand. Het jaar nadien werd hij samen met Eugène Gabriels Belgisch kampioen op de twee met stuurman. Op de Europese kampioenschappen werden ze vierde.
In 1924 werd De Wette opnieuw met Gabriels Belgisch kampioen op de twee met stuurman. Later dat jaar namen ze op hetzelfde nummer deel aan de Olympische Spelen van 1924 in Parijs. Het Gentse team werd uitgeschakeld in de reeksen. In 1925 werd hij samen met zijn clubgenoten Belgisch kampioen op de vier met stuurman. Op de Europese kampioenschappen van dat jaar in Praag  werden ze vierde in de finale.
De Wette werd in 1926 met zijn club Belgisch kampioen op de acht met stuurman. Op de Europese kampioenschappen veroverde ze een bronzen medaille.Het jaar nadien volgde een Belgische titel met de vier met stuurman. Opnieuw behaalden ze Europees een bronzen medaille. In 1928 werd de titel verlengd en werden ze op de Olympische Spelen van 1928 in Amsterdam. Daar werden ze uitgeschakeld in de kwartfinale. 
Ook de volgende jaren behaalde De Wette met verschillende boten Belgische titels met zijn club. Tussen 1929 en 1934 telkens twee op de twee met stuurman, de vier met en zonder stuurman en de acht met stuurman.

## Palmares

### twee met stuurman
- 1922:  BK in Langerbrugge - 8.28
- 1922: 4e EK in Barcelona - 9.48
- 1924:  BK in Vilvoorde - 8.36.2
- 1924: 3e in reeks OS in Parijs
- 1931:  BK in Langerbrugge - 8.06
- 1934:  BK in Humbeek

### vier met stuurman
- 1925:  BK in Vilvoorde - 7.16
- 1925: 4e EK in Praag - 8.24
- 1927:  BK in Langerbrugge - 8.34
- 1927:  EK op het Comomeer
- 1928:  BK in Langerbrugge - 7.30
- 1928: 2e in ¼ fin.  OS in Parijs
- 1929:  BK in Langerbrugge - 6.58
- 1932:  BK in Humbeek - 7.13

### vier zonder stuurman
- 1926:  BK in Langerbrugge
- 1928:  BK in Langerbrugge
- 1929:  BK in Langerbrugge
- 1932:  BK in Humbeek - 7.06

### acht met stuurman
- 1922:  BK
- 1926:  BK in Langerbrugge - 7.03
- 1926:  EK in Luzern
- 1927:  BK in Langerbrugge
- 1929:  BK in Langerbrugge - 6.28
- 1930:  BK in Bressoux - 6.10
- 1931:  BK in Langerbrugge - 6.28
- 1933:  BK in Humbeek